# ワンルーム、日当たり普通、天使つき。
『ワンルーム、日当たり普通、天使つき。』（ワンルーム ひあたりふつう てんしつき）は、matobaによる日本の漫画作品。『月刊少年ガンガン』（スクウェア・エニックス）にて、2020年10月号より2025年4月号まで連載。マンションで一人暮らしをする男子高校生の元にやってきた天使と同居する様子を描くラブコメディ。
2021年4月に単行本第1巻が発売された際には、YouTubeにてPVを公開。
2023年10月4日、テレビアニメ化が発表され、2024年4月から6月まで放送された。

## ストーリー
平凡だが平穏な暮らしをしていた少年・徳光森太郎の元に、ある日、天界から天使のとわが降りてきた。とわは神様から人間の事を学ぶよう命じられていた。善性が強すぎて人を疑う事を知らないとわを心配した森太郎は彼女を迎え入れ、人間界の事を教える。2人の周りには人外の少女達が集い、森太郎の日常は賑やかになっていく。

## 登場人物
声の項はテレビアニメ版の声優。
徳光 森太郎（とくみつ しんたろう）
声 - 梅田修一朗、石上静香（幼少期）
本作の主人公。マンションで一人暮らしをしている高校1年生。1組。お人よしで面倒見がよく、しっかり者な性格。ツッコミ役になることが多い。
ある日、ベランダで寝ているとわを発見、最初は宗教関係や電波系と思い半ば強引に追い出したが、バイトからの帰宅途中に中年男性にホテルに連れ込まれそうになっているとわを発見、魔の手から救出し自分を大事にする様諫めるが前日からの風邪が悪化し意識を喪失してしまう。その後倒れた自分を自宅に連れ帰り看病をしミルクパンがゆまで作ってくれたとわの優しさに触れ、彼女を居候させることを決断する。またこの時、背中の翼を見せられ再び気絶、翌朝ふとんで横に眠るとわの背中に小さな翼を視認し、夢などでなく彼女が本当に天使である事を認識した。
とわの登場に最初こそ驚き否定したものの、持ち前の優しさと懐の深さで次々現れる不思議な存在の少女達にも分け隔てなく接する事が出来、結果として少女達から信頼や好意を寄せられる事となる。
とわ
声 - 遠野ひかる
天界の神より遣わされた天使。健気で優しい性格をしている。
人間を知ってもらうという目的で地上に派遣され、森太郎の部屋のベランダにたどり着きそこで寝てしまい、翌朝森太郎に、降雨と森太郎が誤ってかけたスープでびしょ濡れになった状態で発見される。
（事後承諾だが）ベランダを寝床として貸してもらった礼がしたいと言い出し、一度は追い出されるが、疑う事を知らないとわの危なっかしさを森太郎は看過できず、最終的に同居生活を始めることとなった。
地上に降りるにあたり教材として用いた「よいこの地上大百科」なる書物で地上についてそこそこの事は事前に学習しており、家事（特に料理）の腕もハイレベルだが、人間界のマナーやルールについては今一つ理解出来ておらず、昼食の弁当を空を飛んで窓の外から届けようとするなど無自覚で（人間にとって）おかしな言動をしたりなど失敗も多い（それでもそこには最低限の気遣いも垣間見える）。悪意に気づかなかったりと危なっかしい一面があるが、全ては「人間を幸せにする」という天使の存在意義からくる思いが行動原理。森太郎と同居し始めてからは自分に居場所をくれた森太郎にその思いを向けるようになる。森太郎もその行動原理を良く理解している為、喧嘩になったりする事は無い。
第一に相手を思いやるため怒ることはほぼ全く無いが、のえるが森太郎にパフェを食べさせようとしている場面を目撃し、初めて嫉妬の感情を感じた。
ちなみに背中の翼は「飛ぶ力が可視化されたもの」であり大きさもある程度自由に変えられ、服が変わっても服をすり抜けて展開する。見えなくすることもできるが、飛ぶ際は可視化が必須であるほか、興奮すると勝手に可視化してしまう。
堤 つむぎ（つつみ つむぎ）
声 - 集貝はな
森太郎のクラスメイト。
小学生の頃に隣町の親戚宅へ行った際に勝手に独り歩きし、迷子になっていたところを助けて貰った事をきっかけに森太郎に好意を抱き、以来9年間ずっと変わらず思い続けている一途な少女。
出会いはその一度だけで以後森太郎には全く会えていなかったが、同じ高校に入学していた森太郎を偶然発見、運命的な再会と感激するも、素直になれずツンデレのような態度をとってしまう為その思いは全く森太郎に届いていない。そのうえ彼の周りに次々と現れる一癖も二癖もある美少女達にハラハラやきもきしている。
いつも自分で弁当を作って持参するなど、料理スキルは高い。
いつも買い食いの森太郎の分も弁当を作ってあげようと画策するも、ある日突然弁当を持参する様になった森太郎に他の女の影を感じ、実際にとわと森太郎が一緒に居るところを目のあたりにしてしまい頓挫。それ以降も森太郎の交友範囲にいる女の子達が特殊な属性まで備えたハイレベルな美少女で有る為、元来のヘタレさと相まってあと一歩が踏み出せずにいる。
森太郎の周囲にいる女子たちの中で、唯一特殊な事情を持たない「普通の人間」である。
和泉 のえる（いずみ のえる）
声 - 大西沙織
森太郎と同じ学校に通う同級生。アルバイト先も同じで、職場的には森太郎より後に入った後輩。
雪女の家系で気持ちが昂ると周囲の気温を低下させて吹雪を起こしてしまうなど、感情のコントロールが酷く苦手でありクールに振舞っている内に他人との関わり方がどんどん解らなくなってしまい、全く友達のいない日々を過ごしていた。
バイト先でのハプニングなどから感情が暴走し吹雪や気温低下を起こしてしまい結果的に森太郎にその正体を打ち明けてしまうが、とわの存在により妙な胆力が付いた森太郎はその事実を普通に受け入れ、自分の正体などおおよそ信じて貰えない身の上を受け入れてくれた森太郎という初めての「友達」を得る事が出来た。
前述の経緯のため友達との交流に飢えており、森太郎相手に様々な友達付き合いをする為、積極的に森太郎と関わり始める。
思考が「有り」か「無し」の両極端な傾向が有り、バイトのシフトを森太郎と合わせて貰い大はしゃぎな様を店長から落ち着く様に軽く窘められただけで「バイト中は友達やめる」と言い出したり、それを了承した森太郎に頬を膨らませる、友達を森太郎相手に限定しており森太郎の友達であるつむぎ達相手は単なる他人と思い込んでぞんざいに接するなど、まだまだ面倒な思考から脱却出来ていないが、徐々にとわ達とも打ち解け女の子だけで出掛けたり出来る様になってきている。しかし、ようやく友達認定した際の皆と森太郎とでは、やはり感じるものが違っている模様。その時点ではそれを「森太郎は特別な友達＝親友」という形で自分を納得させたが、その特別感の正体には経験不足ゆえまだ気付けていない。
しう
声 - 久野美咲
天使の一人で外見的には幼女。ミルクが大好きで興奮時でも飲まされると落ち着く。
とわが地上に来てから一週間で不安に襲われ、神様に頼み込んで時間制限付きで地上に派遣させてもらった。
とわを崇拝・尊敬しており、地上でのとわの暮らしぶりを見て「高貴な身の上なのに」と憤慨し天界へ連れ帰ろうとする。それに対して人間に大きく偏見を持っており、初対面から森太郎を「変態」「嘘つき」と貶している。
最終的にとわに諭されて地上で暮らすことを認め、その直後時間制限により煙のように消え、天界に帰った（この時胸の宝石がウルトラマンのカラータイマーのように点滅していた）。オカルト研究部の夏期合宿で一瞬だけ召喚された。
リリーシュカ / 賀上 さゆり（かがみ さゆり）
声 - 小倉唯
森太郎の同級生で2組の生徒。メイド喫茶でバイトしているが、その正体は包帯、眼帯、カラコンで武装した中二病の吸血鬼であり、学校ではオカルト研究部に所属している。
ちなみに本名は普通に日本名の「賀上 さゆり」であり、「リリーシュカ」は本場ヨーロッパの吸血鬼への憧れから本名のさゆりの一部「ゆり＝リリィ」を基に自身が勝手に考えた吸血鬼名。ややこしいが、人間ではなく日本人の血が流れた正真正銘の吸血鬼であり、ヨーロッパの吸血鬼に憧れて振舞っている。羽や牙は本物であり、空を飛ぶことも出来る。バイト先にもクラスメイトにも吸血鬼であることを公言しているが、中二病全開の言動のせいで設定だと思われている。
吸血鬼の例に漏れず日光が苦手な為いつもウサ耳のパーカーを着ているが、別に日光を浴びても灰になったりする訳ではない。また吸血鬼らしく血を吸うことは出来るが生命活動に必須というわけではなく、赤い飲料で代用可能（某ぶどうジュースなど赤とは微妙に違う色でも良い模様）。
「匂い」に非常に敏感であり、一度嗅いだ「匂い」は確実にどこまでも追いかける事ができる。ただし魅力的な匂いを嗅ぐと吸血鬼としての本能からか匂いに飢え、とにかく匂いを嗅ぐことに執着してしまう。
森太郎の「匂い」が物凄く大好きであり、隙を狙っては「はみはみ」しようとしたり勝手に下僕に認定しようとしたりするが、決して本人の承諾無しに勝手に吸血したり食んだりはしない。またしつこく追いかけたりした事や家に来ないで欲しいという森太郎の言葉に反省し涙したり、後述のひすいの身の上についても「言って良いかひすいに聞いてなかったから」と秘密を守っていたなど、良識ある一面も持つ。ちなみに本人曰くたとえ相手が森太郎でも「汗の匂い」と「汗臭い」のは全く別次元の問題らしい。
蔓深 ひすい（つるみ ひすい）
声 - 高尾奏音
リリーシュカのクラスメイトでオカルト研究部員。リリーシュカ同様に小柄で華奢な体系のメガネっ娘。
非常に臆病な性格であり、リリーシュカ以外の他人に対してはいつもオドオドしている。厳しい家柄で使用人も女性ばかりの環境で育ち男子に耐性が全く無い為、男である森太郎に対しては初対面の際に気後れどころかビクビクし泣いてしまっていたが、勇気が出ない自分の在り様とはっきり言えずに人に嫌な思いをさせてしまう自分を恥じているが、それを打ち明け徐々に改善に努めている。 自身の実家でのオカルト研究部合宿で、偶然森太郎と入浴してしまう事になったが、彼の存在によって皆が集まり自分にも友達が増えたと言う事を理解しており、「徳光くんには人を安心させる魅力が有る」と素直な思いと感謝を伝えた。
その正体は「カッパ」であり当然素性を隠して暮らしていたが、出店の雰囲気と自分に酔ったリリーシュカが中二病的ノリで橋の欄干から飛んだ（当然羽がある為落ちることは無いが）際に咄嗟に助けようとした森太郎が川に落ちてしまい、それを助けようとして水に飛び込んだ事と直前に出店で森太郎が買ってくれた冷やしきゅうりを食べていた事が重なり「きゅうりを食べ１時間以内に水を浴びる」という条件が偶然満たされてしまいその正体が露呈した。甲羅はいわゆる亀の様なそれだが、頭の皿は後光や天使の輪の如く光り輝いている。
前述の厳しい家柄とは、日本を裏から牛耳る「全日本カッパ連合」の総裁の孫娘という立場の事であり、つまり将来は「日本一のカッパ」という事になる箱入り娘である。表向きには四大財閥系グループ企業TSURUMIコンツェルンとして、どこかで見たことがあるようなものすごい番組クレジットでつとに有名。
瀬野 修一（せの しゅういち）
声 - 大塚剛央
森太郎とつむぎの幼馴染でクラスメイト。つむぎが森太郎の分も弁当を作ってあげる提案をした際、森太郎に「一個も二個も同じ」と気遣ったのを聞き、じゃあ俺のもと頼んだところ「三個は面倒くさいの！」とぞんざいな扱いをされたりするが、それでも腐ったりしない陽気なムードメーカー的存在。
店長
声 - 子安武人
森太郎とのえるのアルバイト先であるファミレスの店長。
物腰の柔らかな性格であるが、森太郎とのえるの恋人疑惑から、とわも加えた三角関係疑惑まで抱いて青春を感じる、想像力豊かな人物。
徳光 マリ（とくみつ マリ）
声 - 茅野愛衣
森太郎の叔母。28歳。スクエニ社で働く漫画家で、森太郎の部屋の家主。作品がアニメ化する程に売れているが締切に追われる日々を過ごしており、担当編集に長期間軟禁されていたところを逃れて森太郎の部屋を訪れた。しかし編集者がこの部屋の事を思い出して追いつかれ、連れ戻された。
とわの正体には気付いておらず、森太郎の恋人だと思っている。
鬼田 充（きだ みちる）
声 - 生天目仁美
マリの担当編集。
毎度スケジュールギリギリなマリには毒舌で辛辣で、初登場時も鬼の形相でマリを捕らえに来たが、毎年マリの誕生日を祝っていて編集作業を抜け出してケーキを持って行くなど、なんだかんだでマリのことを大切にしている。

## 書誌情報
- matoba『ワンルーム、日当たり普通、天使つき。』スクウェア・エニックス〈ガンガンコミックス〉、全8巻
  1. 2021年4月12日発売[1][10]、ISBN 978-4-7575-7196-9
  2. 2021年10月12日発売[11]、ISBN 978-4-7575-7528-8
  3. 2022年4月12日発売[12]、ISBN 978-4-7575-7875-3
  4. 2022年10月12日発売[13]、ISBN 978-4-7575-8198-2
  5. 2023年4月12日発売[14]、ISBN 978-4-7575-8520-1
  6. 2023年10月12日発売[15]、ISBN 978-4-7575-8847-9
  7. 2024年4月12日発売[16]、ISBN 978-4-7575-9149-3
  8. 2025年4月12日発売[17]、ISBN 978-4-7575-9789-1

## テレビアニメ
2024年4月から6月までTOKYO MXほかにて放送された。

### スタッフ
- 原作 - matoba[4][19]
- 監督 - 大西健太[4][19]
- シリーズ構成・脚本 - ヤスカワショウゴ[4][19]
- キャラクターデザイン - 上武優也[4][19]
- プロップデザイン - 工藤康平
- 色彩設計 - 吉田隼人[19]
- 美術設定 - 海津利子[19]
- 美術監督 - 根岸大輔[19]
- 撮影監督 - 青木睦希[19]
- 編集 - 本田優規[19]
- CGディレクター - 中島豊[19]、平将人（第2、11話）
- 音響監督 - 中谷希美[19]
- 音響効果 - 今野康之
- 音響制作 - ブシロードムーブ[19]
- 音楽 - 滝澤俊輔[4][19]
- 音楽制作 - 日本コロムビア[19]
- 音楽プロデュース - 植村俊一
- チーフプロデューサー - 林宏之、木村康貴、坂柳桂二、谷口博康、内山祐紀
- プロデューサー - 吉武真太郎、小松翔太、松村尚、大貫佑介、植村俊一、塩谷尚史
- アニメーションプロデューサー - 山田由己
- アニメーション制作 - オクルトノボル[4][19]
- 製作 - 天使つき製作委員会

### 主題歌
「君色のキセキ」
小倉唯によるオープニングテーマ。作詞は小倉、作曲・編曲は武田将弥（Dream Monster）。
「Sunny Canvas」
サンドリオンによるエンディングテーマ。作詞は磯谷佳江と絵伊子、作曲・編曲は渡部チェル。

### 各話リスト
| 話数   | サブタイトル                   | 絵コンテ          | 演出       | 作画監督 | 総作画監督        | 本放送日      |
| ------ | ------------------------------ | ----------------- | ---------- | --- | ----------------- | ------------- |
| 第1話  | とわと森太郎                   | 大西健太          | 大西健太   | 上武優也 斎藤大輔 宮﨑里美 | 上武優也          | 2024年 4月6日 |
| 第2話  | お弁当作ってもいいですか？     | 沖田宮奈          | 大西健太   | 藤彩七 遠藤里蘭 江島あかり 齋花 竹内寛 田倉佳乃 秦相子 高橋菜奈 懸田扇子 森泉亜矢子 等々力美穂 坂本すみれ 西原千晶 紫灯珈 上赤由香里 清水椋大 中川実 矢田起也 鈴木莉乃 氣田汐理 tofu                | 宮﨑里美 上武優也 | 4月13日       |
| 第3話  | つめたい友達                   | 沖田宮奈          | 岩田義彦   | 牙威格斗 TripleA 上武優也 | 上武優也          | 4月20日       |
| 第4話  | 現物の説得力ってすごいわ       | 佐々木達也        | 佐々木達也 | 斎藤大輔 村上真紀 宮﨑里美 | 宮﨑里美          | 4月27日       |
| 第5話  | ふたりの放課後、ふたつの放課後 | 大西健太          | 大西健太   | 垣内彩子 渡辺浩二 清水勝祐 山下聖美 慧敏 | 上武優也          | 5月4日        |
| 第6話  | 襲来・低気圧幼女               | 吉川博明          | 村上勉     | 蓋春垚 江湧 陈玉峰 赵玲 | 宮﨑里美          | 5月11日       |
| 第7話  | 原稿明けの漫画家は大体こう     | アベユーイチ      | 佐々木達也 | 藤彩七 遠藤里蘭 江島あかり 齋花 懸田扇子 高橋菜奈 秦相子 等々力美穂 竹内寛 田倉佳乃 西原千晶 坂本すみれ 森泉亜矢子 川本和隆 紫灯珈 上赤由香里 清水椋大 矢田起也 鈴木莉乃 氣田汐理 上武優也 大西健太 | 上武優也          | 5月18日       |
| 第8話  | すばらしきかな様式美の世界     | 吉川博明          | 武原由太   | 渡辺浩二 清水勝祐 山下聖美 斎藤大輔 寿夢龍 垣内彩子 大西健太 吉備団子14号 拾月動画 STUDIO MASSKET                                                                                                   | 﨑本さゆり        | 5月25日       |
| 第9話  | こわくないよ                   | 割田圭介          | 割田圭介   | 垣内彩子 吉備団子14号 拾月動画 光の園・アニメーション 無錫市淏明動漫 知萌medio | 上武優也          | 6月1日        |
| 第10話 | とわものえるも、勉強中         | 吉川博明          | 割田圭介   | 垣内彩子 川内みお 斎藤大輔 吉備団子14号 White Line 知萌medio 杭州神在動画 拾月動画 無錫市淏明動漫                                                                                                   | 﨑本さゆり        | 6月8日        |
| 第11話 | 合宿に行こう！                 | 佐々木達也        | 佐々木達也 | 清水勝祐 寿夢龍 拾月動画 光の園・アニメーション | 上武優也          | 6月15日       |
| 第12話 | 高いところに行ってみた         | 吉川博明 大西健太 | 大西健太   | 沼沢有一郎 岡﨑耕太郎 大木綾子 垣内彩子 斎藤大輔 りゅっち 大西健太 知萌medio 無錫市淏明動漫 | 上武優也          | 6月22日       |

### 放送局
| 放送期間                  | 放送時間                     | 放送局       | 対象地域   | 備考                                 |
| ------------------------- | ---------------------------- | ------------ | ---------- | ------------------------------------ |
| 2024年4月6日 - 6月22日    | 土曜 22:00 - 22:30           | TOKYO MX     | 東京都     |                                      |
|                           | 土曜 22:30 - 23:00           | BS日テレ     | 日本全域   | BS/BS4K放送 / 『アニメにむちゅ〜』枠 |
| 2024年4月7日 - 6月23日    | 日曜 21:30 - 22:00           | AT-X         | 日本全域   | CS放送 / 字幕放送 / リピート放送あり |
| 2024年4月8日 - 6月24日    | 月曜 2:29 - 2:59（日曜深夜） | 関西テレビ   | 近畿広域圏 | 製作参加                             |
| 2024年4月10日 - 6月26日   | 水曜 1:30 - 2:00（火曜深夜） | テレビ愛知   | 愛知県     |                                      |
| 2024年4月11日 - 6月27日   | 木曜 1:55 - 2:25（水曜深夜） | 北海道テレビ | 北海道     | 『アニメな時間』枠                   |
| 2024年4月16日 - 7月2日    | 火曜 1:15 - 1:45（月曜深夜） | 新潟テレビ21 | 新潟県     |                                      |
|                           | 火曜 1:20 - 1:50（月曜深夜） | 秋田朝日放送 | 秋田県     |                                      |
|                           | 火曜 1:30 - 2:00（月曜深夜） | テレビ愛媛   | 愛媛県     |                                      |
| 2024年4月25日 - 7月4日    | 木曜 1:18 - 1:48（水曜深夜） | 長崎文化放送 | 長崎県     |                                      |
| 2024年4月26日 - 7月12日   | 金曜 1:40 - 2:10（木曜深夜） | 山形テレビ   | 山形県     |                                      |
| 2024年5月12日 - 8月10日   | 日曜 2:30 - 3:00（土曜深夜） | 北陸朝日放送 | 石川県     |                                      |
| 2024年5月18日 - 8月24日   | 土曜 2:25 - 2:55（金曜深夜） | 東日本放送   | 宮城県     |                                      |
| 2024年10月11日 - 12月27日 | 金曜 1:59 - 2:29（木曜深夜） | テレビ宮崎   | 宮崎県     |                                      |

| 配信開始日    | 配信時間                | 配信サイト | 備考                    |
| ------------- | ----------------------- | --- | ----------------------- |
| 2024年3月30日 | 土曜 22:30 - 23:00      | ABEMA | 1週間先行・単独最速配信 |
| 2024年4月6日  | 土曜 22:00 更新         | dアニメストア |                         |
| 2024年4月8日  | 月曜 22:00 以降順次更新 | マンガUP! Prime Video ニコニコチャンネル ニコニコ生放送 バンダイチャンネル Hulu FOD DMM TV J:COM STREAM auスマートパスプレミアム milplus TELASA U-NEXT アニメ放題 Lemino ひかりTV SPOOX TVer Google TV YouTube クランクイン!ビデオ HAPPY!動画 |                         |

### BD
| 巻 | 発売日        | 収録話         | 規格品番 |
| -- | ------------- | -------------- | -------- |
| 1  | 2024年8月2日  | 第1話 - 第4話  | HPXN-521 |
| 2  | 2024年9月4日  | 第5話 - 第8話  | HPXN-522 |
| 3  | 2024年10月2日 | 第9話 - 第12話 | HPXN-523 |

### Webラジオ
インターネットラジオ番組『『ワンルーム、日当たり普通、天使つき。』よいこのラジオ大百科』が、2024年4月12日から同年6月28日まで響 - HiBiKi Radio Station -、YouTube日活アニメチャンネルにて隔週金曜日に配信された。パーソナリティはとわ役の遠野ひかる。
| 「ワンルーム、日当たり普通、天使付き。」よいこのラジオ大百科 | 「ワンルーム、日当たり普通、天使付き。」よいこのラジオ大百科 | 「ワンルーム、日当たり普通、天使付き。」よいこのラジオ大百科 |
| 回                                                           | 配信日                                                       | ゲスト                                                       |
| ------------------------------------------------------------ | ------------------------------------------------------------ | ------------------------------------------------------------ |
| 第1回                                                        | 2024年4月12日                                                | 梅田修一朗（徳光森太郎役）                                   |
| 第2回                                                        | 2024年4月26日                                                | 大西沙織（和泉のえる役）                                     |
| 第3回                                                        | 2024年5月10日                                                | 集貝はな（堤つむぎ役）                                       |
| 第4回                                                        | 2024年5月24日                                                | 久野美咲（しう役）                                           |
| 第5回                                                        | 2024年6月7日                                                 | 小倉唯（リリーシュカ役）                                     |
| 第6回                                                        | 2024年6月21日                                                | 高尾奏音（蔓深ひすい役）                                     |
| 第7回                                                        | 2024年6月28日                                                | 梅田修一朗（徳光森太郎役）                                   |